# Héctor Joaquín Varela
Héctor Joaquín Varela Quispe (Catamarca, Argentina; 25 de marzo de 1997) es un futbolista argentino. Juega de defensa y su equipo actual es Gimnasia y Esgrima de Jujuy de la Primera Nacional.

## Trayectoria
Con paso por las inferiores de San Lorenzo y el Proyecto Crecer del Bordeaux francés, Varela entró a la academia del Newell's Old Boys en 2014.
Debutó en el primer equipo de Newell's el 10 de diciembre de 2017 ante Rosario Central. Jugó 10 encuentros de la Primera División en su primer año.
El 2 de agosto de 2018, el Godoy Cruz fichó al defensor.
Tras dos años en Godoy Cruz, Varela firmó en el San Martín de Tucumán.
De cara a la temporada 2024, se incorporó al debutante en primera Deportivo Riestra.

## Estadísticas
Actualizado al último partido disputado el 14 de julio de 2023.
| Club                          | Div.          | Temporada     | Liga  | Liga  | Copas nacionales | Copas nacionales | Copas internacionales | Copas internacionales | Total | Total |
| Club                          | Div.          | Temporada     | Part. | Goles | Part.            | Goles            | Part.                 | Goles                 | Part. | Goles |
| ----------------------------- | ------------- | ------------- | ----- | ----- | ---------------- | ---------------- | --------------------- | --------------------- | ----- | ----- |
| Newell's Old Boys Argentina   | 1.ª           | 2017-18       | 10    | 2     | 0                | 0                | 1                     | 0                     | 11    | 2     |
| Newell's Old Boys Argentina   | Total club    | Total club    | 10    | 2     | 0                | 0                | 1                     | 0                     | 11    | 2     |
| Godoy Cruz Argentina          | 1.ª           | 2018-19       | 3     | 0     | 2                | 1                | 2                     | 0                     | 7     | 1     |
| Godoy Cruz Argentina          | 1.ª           | 2019-20       | 13    | 0     | —                | —                | —                     | —                     | 13    | 0     |
| Godoy Cruz Argentina          | Total club    | Total club    | 16    | 0     | 2                | 1                | 2                     | 0                     | 20    | 1     |
| San Martín Tucumán Argentina  | 2.ª           | 2020-21       | 4     | 0     | —                | —                | —                     | —                     | 4     | 0     |
| San Martín Tucumán Argentina  | Total club    | Total club    | 4     | 0     | 0                | 0                | 0                     | 0                     | 4     | 0     |
| San Antonio FC Estados Unidos | 2.ª           | 2021          | 17    | 2     | —                | —                | —                     | —                     | 17    | 2     |
| San Antonio FC Estados Unidos | Total club    | Total club    | 17    | 2     | 0                | 0                | 0                     | 0                     | 17    | 2     |
| Gimnasia Mendoza Argentina    | 2.ª           | 2022          | 17    | 1     | —                | —                | —                     | —                     | 17    | 1     |
| Gimnasia Mendoza Argentina    | Total club    | Total club    | 17    | 1     | 0                | 0                | 0                     | 0                     | 17    | 1     |
| Almagro Argentina             | 2.ª           | 2023          | 22    | 0     | 1                | 0                | —                     | —                     | 23    | 0     |
| Almagro Argentina             | Total club    | Total club    | 22    | 0     | 1                | 0                | 0                     | 0                     | 23    | 0     |
| Total carrera                 | Total carrera | Total carrera | 86    | 5     | 3                | 1                | 3                     | 0                     | 92    | 6     |